# The Master – Einer muss der Beste sein
The Master – Einer muss der Beste sein (Originaltitel: chinesisch 黃飛鴻’92之龍行天下 / 黄飞鸿’92之龙行天下, Pinyin Huáng Fēihóng jiǔ’èr zhī Lóng xíng tiānxià, Jyutping Wong4 Fei1hung4 gau2ji6 zi1 Lung4 hang4 tin1haa6, englisch Wong Fei Hung ’92, deutscher Alternativtitel: Dragon Fighter 2) ist ein chinesischer Martial-Arts- und Kampfkunstfilm des Regisseurs Tsui Hark aus dem Jahr 1992.

## Handlung
Onkel Tak will gerade seinen kleinen Kräuterladen abschließen, als ihn sein ehemaliger Kung-Fu-Schüler Johnny zu einem tödlichen Kampf herausfordert. Johnny hat bereits alle anderen Meister in Los Angeles ausgeschaltet. Jetzt will er sich und seiner Gang beweisen, dass er der beste Kämpfer von allen ist, indem er seinen alten Lehrer besiegt. Im Laufe des Kampfes wird der Laden demoliert und Tak selbst schwer verwundet. Nur dank des couragierten Auftritts der Collegestudentin Anna kann er den tödlichen Schlägen von Johnny und seiner Gang entkommen und sich verstecken. Kurze Zeit später reist der junge Chinese Jet, der von all dem nichts ahnt, nach Los Angeles, um seinen Onkel Tak zu besuchen. Schon als er aus dem Bus steigt, muss Jet mit einer kleinen Demonstration seiner Kampfkunst drei jugendliche Möchtegerngangster, die es auf seine Tasche abgesehen haben, auf den Pfad der Tugend zurückführen. Dann verhindert er gemeinsam mit der schönen May, dass Taks Laden aufgrund ausstehender Ratenzahlungen verkauft wird. Mithilfe seiner neuen Freunde findet er schließlich seinen Onkel und tritt zu allem entschlossen in einem furiosen Finale gegen einen scheinbar übermächtigen Gegner an...

## Auszeichnungen
Im Jahr 1992 Tsui Hark wurde als bester Regisseur ausgezeichnet.

## Kritik
Das Lexikon des internationalen Films bezeichnete den Film als einen „kampfbetonte[n] martial arts-Film“, der mit „mit unterhaltsamen Slapstick-Einlagen“ gefüllt sei. Die Handlung sei „sehr sprunghaft“ und der Film taumle „recht atemlos seinem Finale“ entgegen.